# Julius Lippert (Historiker)

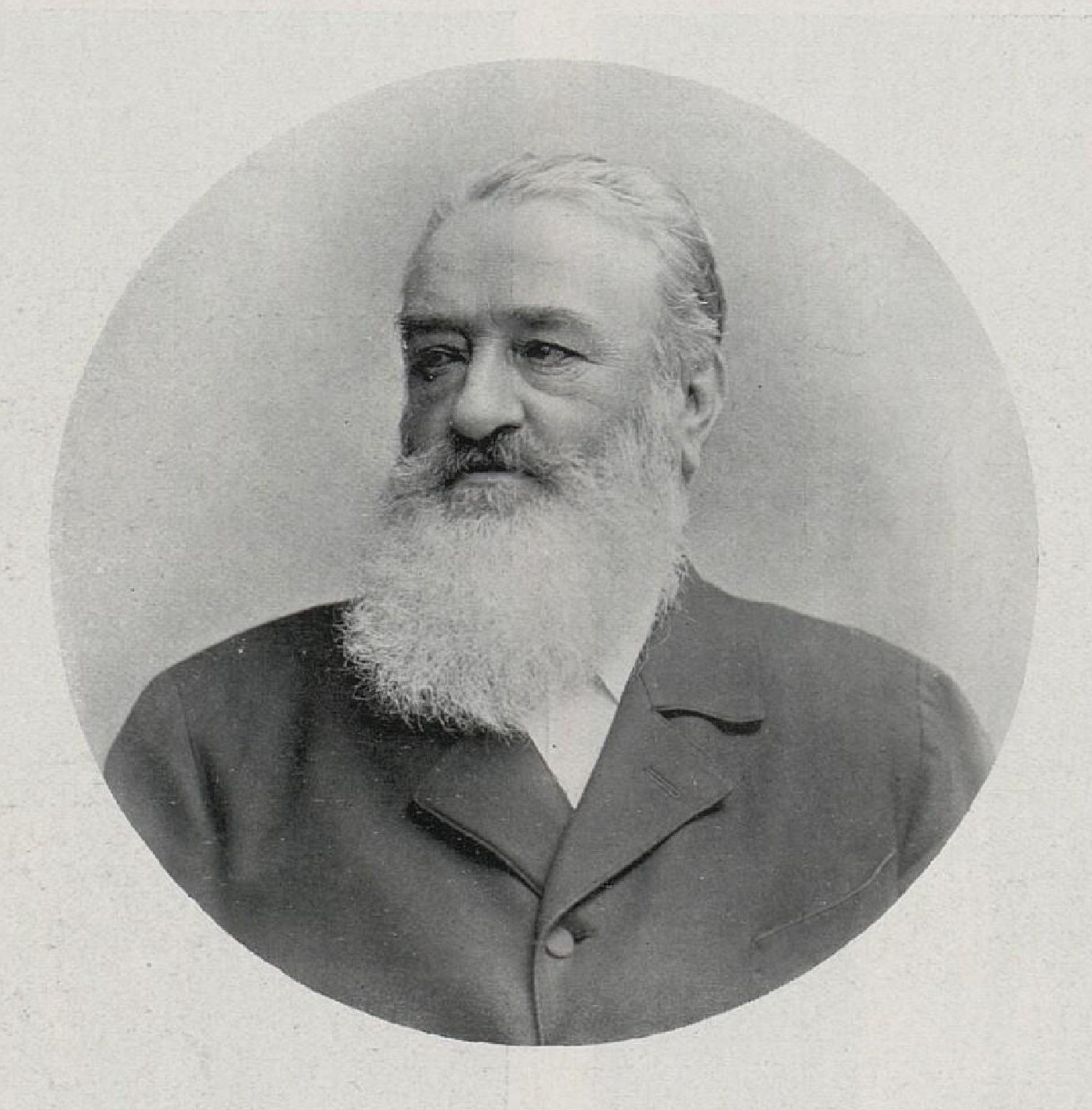
Julius Lippert (1909)

Julius Lippert (* 12. April 1839 in  Braunau, Königgrätzer Kreis, Königreich Böhmen; † 12. November 1909 in Prag) war ein deutschböhmischer Lehrer und Historiker. Als Abgeordneter des Böhmischen Landtags sowie im Reichsrat engagierte er sich vor allem in der Schul- und Sozialpolitik.

## Leben
Lippert besuchte das Benediktinerstift Braunau und das Obergymnasium auf der Prager Kleinseite. Nach dem Abitur studierte er an der Karls-Universität Prag zunächst Rechtswissenschaft, dann Geschichte, Philosophie und Deutsche Philologie. Er war das 15. Mitglied des Corps Teutonia Prag. Zu seinen Lehrern zählten Constantin von Höfler, Wilhelm Volkmann und Václav Vladivoj Tomek. Noch in seiner Studentenzeit gründete er mit  Ludwig Schlesinger und Hermann Hallwich den „Verein für Geschichte der Deutschen in Böhmen“. Für dessen Publikationen verfasste er die Sammlung gemeinnütziger Vorträge des Vereins zur Verbreitung gemeinnütziger Kenntnisse. Adolf Siegl, der große Kenner der Prager Universitäts- und Studentengeschichte, schrieb über Lippert:

„Lippert entwickelte sich zum Historiker von anerkanntem Format und zu einem der zuverlässigsten Führer der sudetendeutschen Erneuerungsbestrebungen. Durch seine späteren sachdienlichen Veröffentlichungen wurde er zur universell-wissenschaftlichen Persönlichkeit in dieser Arbeitsgemeinschaft.“

1863 wurde Gymnasialprofessor an der Oberrealschule in Leitmeritz. 1869 kam er als Leiter der (mit einer Bürgerschule verbundenen) Volksschule nach Budweis. Seit 1872 Leiter der Kommunal-Oberrealschule, geriet er 1874 durch seine freisinnige und antiklerikale Einstellung mit Landesschulinspektor Pater Johann Maresch in Konflikt. Dass er deshalb bei der Verstaatlichung der Lehranstalt nicht in den Staatsdienst übernommen wurde, erregte im Reichsrat und in der Presse großes Aufsehen („Affaire Lippert“).
Im Winter 1874/75 reiste er ins  Deutsche Kaiserreich, wo er sich in der von Hermann Schulze-Delitzsch gegründeten Gesellschaft für Verbreitung von Volksbildung engagierte, zunächst als Wanderlehrer, dann – nach dem Tode Franz Leibings im August 1875 – als Generalsekretär in Berlin. Zugleich war er verantwortlicher Redakteur der von der Gesellschaft herausgegebenen Zeitschrift Der Bildungsverein.
1885 nach Böhmen zurückgekehrt, wurde er 1888 in das Abgeordnetenhaus des Reichsrats gewählt. Als Angehöriger der  Vereinigten Deutschen Linken widmete er sich besonders der Schulpolitik. 1891 schied er aus. Wie schon 1871/72 gehörte er ab 1889 dem Böhmischen Landtag an. Im Landesausschuß (seit 1891) betätigte er sich maßgeblich in der Sozialpolitik. 1895 wurde er zum Oberstlandmarschall-Stellvertreter ernannt. Die Badenische Sprachenverordnung  radikalisierte den deutsch-böhmischen Nationalitätenkonflikt und trieb den auf Ausgleich bedachten Lippert in die Isolierung. 1898 legte er sein Landtagsmandat und die damit verbundenen Ämter nieder.
Zeitweilig war er Zweiter Präsident der Gesellschaft zur Förderung deutscher Wissenschaft, Kunst und Literatur in Böhmen.

## Bedeutung
Überregionale Bedeutung erlangte Lippert als Kultur- und Religionshistoriker. Seine Werke Die Religionen der europäischen Culturvölker, der Litauer, Slaven, Germanen, Griechen und Römer, in ihrem geschichtlichen Ursprunge (Berlin 1881), Der Seelencult in seinen Beziehungen zur althebräischen Religion (Berlin 1881), Christenthum, Volksglaube und Volksbrauch. Geschichtliche Entwicklung ihres Vorstellungsinhaltes (Berlin 1882) und Allgemeine Geschichte des Priesterthums (2 Bde., Berlin 1883–1884) erregten mit ihrem kritischen Zugriff auf religiöse Glaubensbestände einige Aufmerksamkeit und stehen heute noch exemplarisch für eine kritische Religionswissenschaft. Friedrich Nietzsche schrieb am 10. April 1886 an Franz Overbeck: „Gestatte mir ein Buch gerade Dir zu empfehlen, von dem man in Deutschland nichts wissen will, aber das viel von meiner Art, über Religion zu denken, und eine Menge suggestive Fakta enthält: Julius Lippert, Christenthum, Volksglaube, Volksbrauch (Hofmann in Berlin, 1882.).“ Auf Nietzsches religionshistorische Erkenntnisse hat Lippert einen bedeutenden Einfluss.

## Weitere Werke (Auswahl)
- Geschichte der königlichen Leibgedingstadt Trautenau. Prag 1863. (Digitalisat).
- Geschichte der Stadt Leitmeritz. Prag 1871. (Digitalisat).
- Die wilden Pflanzen der Heimat. Prag 1876. (Digitalisat).

## Ehrungen
- Orden der Eisernen Krone (Österreich) III. Klasse